# Пшибора, Ереми
Ере́ми Стани́слав Пшибо́ра (пол. Jeremi Stanisław Przybora; 12 декабря 1915, Варшава — 4 марта 2004, Варшава) — польский радиодиктор, поэт, писатель, сценарист, сатирик, актёр, певец. Был известен своими работами в театре, кино и кабаре.

## Биография

### Детство
Ереми Пшибора родился в богатой семье во время Первой мировой войны. Он был самым младшим из троих детей, на момент его рождения сестре Халине было 7, а брату Веславу 11 лет. Стефан Пшибора — отец, был владельцем кондитерской фабрики, Ядвига Пшибора — мать, была домохозяйкой, играла на пианино. Игрой на пианино также увлекались брат и сестра Ереми. Во многом на будущую карьеру Ереми повлияли его бабушка и дедушка, помогавшие развивать способности внука. Ереми ещё тогда начал серьезно увлекаться литературой. Родители разошлись рано, а развод вообще был редким явлением в начале XX века.

### Юность
Ереми Пшибора окончил евангельский лицей имени Миколая Рея в Варшаве. Затем он учился в Варшавской школе экономики и на факультете английской филологии в Варшавском университете, учёбу до конца не завершил.
С 1937 года Пшибора стал работать диктором на Польском радио, а после войны работал на радиостудии в Быдгоще. Затем вернулся в Варшаву.

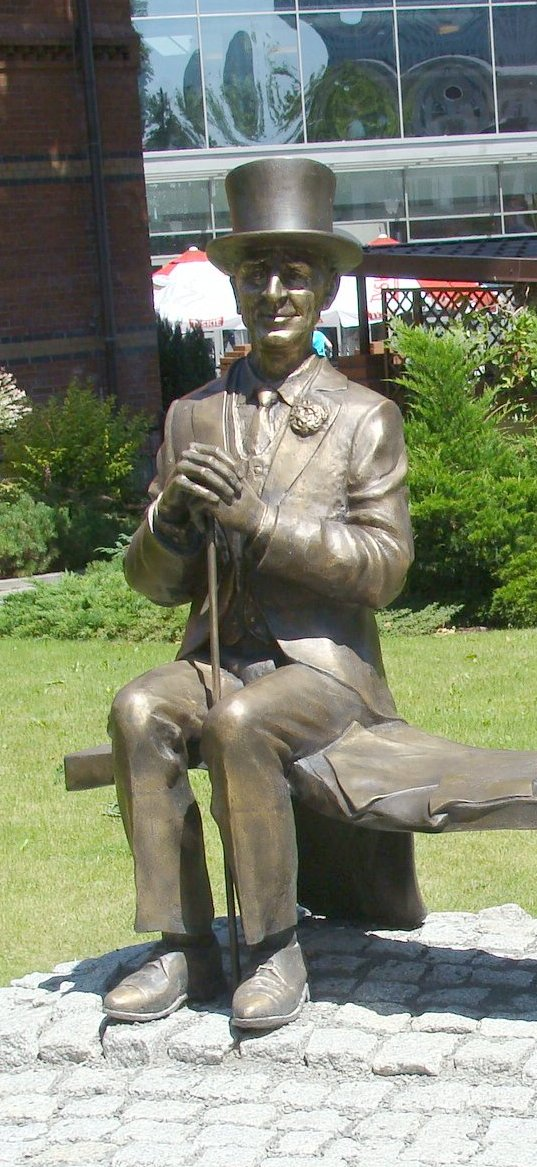
Ереми Пшибора. Часть памятника на холме в Ополе.

### Карьера
В 1939 году Пшибора познакомился с композитором Ежи Васовским, для которого писал стихи к музыке и с которым дружил и сотрудничал ещё на протяжении многих лет. Тогда Ереми начал работать радиодиктором, а Ежи акустическим инженером. Во время Варшавского восстания Пшибора заведовал отделом информационного радиовещания.
Пшибора и Васовский основали совместный сатирический радиопроект «Эте́рек» (1948—1956). Ереми Пшибора — автор не только текстов к песням, также писатель книг, либретто к театральным постановкам, проз, автобиографии.
В период с 1947—1957 годы был членом Польской рабочей партии и Польской объединённой рабочей партии.
В 1958 году под руководством Пшиборы и Васовского была создана телевизионная программа «Кабаре джентльменов в возрасте», где сценарии постановок и тексты песен составлял первый, а музыку сочинял второй. Этот проект принёс Пшиборе и Васовскому большую известность. Здесь Ереми сотрудничал с такими артистами, как Веслав Михниковский, Мечислав Чехович, Калина Ендрусик, Ирена Квятковская, Барбара Краффтувна, Александра Шлёнская, Веслав Голас и другими.

### Последние годы жизни
3 мая 1997 года указом президента Александра Квасьневского за огромный вклад в развитие польской культуры, за достижения в области литературных и художественных произведений Ереми Пшибора был награждён «Орденом Возрождения Польши».

### Смерть

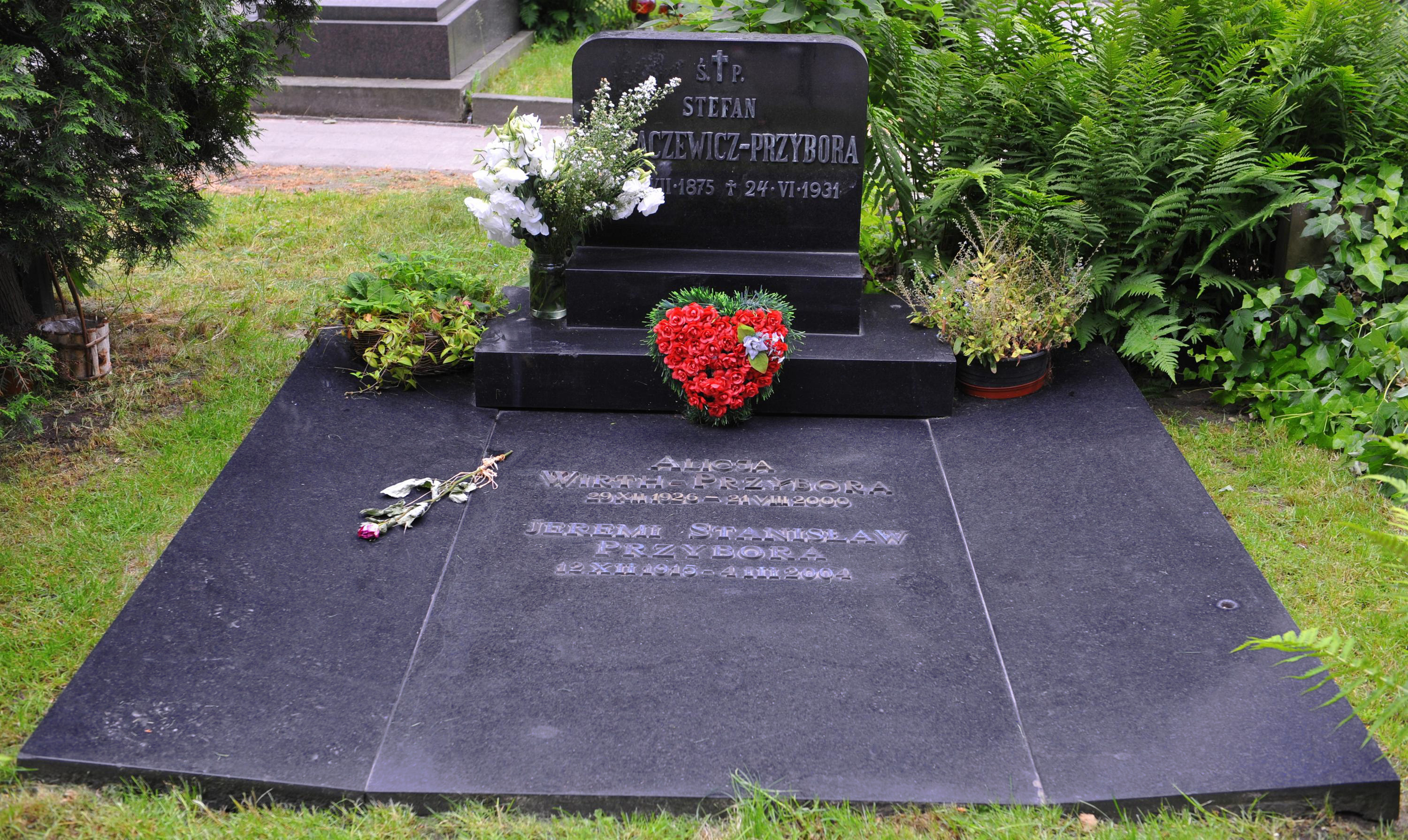
Место захоронения Ереми Пшиборы и его отца.

Ереми Пшибора умер в ночь с 3 на 4 марта 2004 года. Похоронен на Кальвинистском кладбище в Варшаве.

## Семья
Жена Ереми — певица-сопрано Мария Бурская Пшибора (1910—2009), дочь — модель Марта Пшибора (род. в 1943 г.), сын — Константин Пшибора (род. в 1956 г.), занимается рекламным бизнесом.

## Творчество

### Автор книг
- 1957: Gburlet («W tym szaleństwie jest metoda» Kabaret «Stodoła»)
- 1957: Spacerek przez «Eterek»
- 1964: Listy z podróży
- 1966: Baśnie Szeherezadka
- 1969: Listy z podróży. Poczta druga
- 1970: Kabaret Starszych Panów. Wybór
- 1972: Miłość do magister Biodrowicz
- 1973: Kabaret Starszych Panów. Wybór drugi
- 1975: Dziecko Szczęścia. Listy z Podróży. Poczta trzecia
- 1976: Divertimento
- 1977: Mieszanka firmowa
- 1978: Uwiedziony
- 1979: Ciociu, przestrasz wujka
- 1980: Kabaret jeszcze Starszych Panów
- 1980: Teatr Nieduży
- 1990: Piosenki, które śpiewałem sam lub z Przyjacielem
- 1991: Piosenki, które śpiewali inni
- 1992: Autoportret z piosenką
- 1994: Nieszczęśliwy wypadek podczas wniebowzięcia
- 1994: Przymknięte oko opaczności. Memuarów cz. I
- 1995: Kabaret Starszych Panów I
- 1998: Przymknięte oko opaczności. Memuarów cz. II
- 1998: Zdążyć z happy endem. Memuarów cz. III
- 2000: … słówko rymowane jak co roku
- 2001: Piotruś Pan — libretto musicalu
- 2001: Piosenki prawie wszystkie
- 2004: Przymknięte oko opaczności[7]

## Театральная деятельность

### Автор текстов к музыкальным композициям для спектаклей
- 1955, 1956 (каждый год под разным руководством соответственно): Studencka miłość
- 1956, 1960, 1961, 1977: Podróż poślubna
- 1956: We dwoje
- 1965: Jedzcie stokrotki
- 1986: Wesołe jest życie staruszka. Kabaret Starszych Panów
- 1989: Zimy żal
- 1991: Rodzina, ach!… Rodzina!
- 1991, 2002: Samotny wieczór, czyli herbatka przy ognisku
- 1992, 2004—2007: Piosenka jest dobra na wszystko
- 1992: Nie bójmy się uczuć
- 1993: Jak zatrzymać chwilę tę
- 1994: Pejzaż bez ciebie
- 1994: Prysły zmysły. Piosenki Jeremiego Przybory i Jerzego Wasowskiego
- 1994: Kobieta zawiedziona
- 1996: Uśmiechnij się Polaku
- 1998: Nieduża miłość
- 2000: Piotruś Pan
- 2002: Niespodziewany koniec lata
- 2003: Historia prosta, czyli piosenki z Kabaretu…
- 2007, 2008: Stacyjka Zdrój
- 2007: No, i jak tu nie jechać… czyli powrót Starszych Panów
- 2008: S.O.S. ginącej miłości
- 2008: Starsi Panowie Dwaj. Wespół w zespół
- 2009: Do ciebie szłam… z Kabaretu Starszych Panów
- 2011: Starsi Panowie Dwaj. Mambo Spinoza
- 2012: B-idol
- 2012: Smuteczek, czyli ostatni naiwni
- 2013: Śpiewnik Pana W.[7]

## Фильмография

### Сценарист
| Год  | Название                    | Оригинальное название         |
| ---- | --------------------------- | ----------------------------- |
| 1957 | Ева хочет спать             | Ewa chce spać                 |
| 1958 | Солдат королевы Мадагаскара | Żołnierz królowej Madagaskaru |
| 1964 | Зной                        | Upał                          |

### Актёр
| Год  |     | Русское название              | Оригинальное название | Роль                  |
| ---- | --- | ----------------------------- | --------------------- | --------------------- |
| 1963 | ф   | Честные грехи                 | Zacne grzechy         | рассказчик            |
| 1964 | ф   | Зной                          | Upał                  | джентльмен в возрасте |
| 1965 | кор | Новогодняя ночь               | Noworoczna noc        | рассказчик            |
| 1990 | ф   | Ереми Пшибора                 | Jeremi Przybora       |                       |
| 2001 | ф   | Время джентльменов в возрасте | Czas Starszych Panów  |                       |

## Избранные песни
- 1958: Herbatka (с Ежи Васовским)
- 1959: Ubóstwiam drakę! (с Барбарой Краффтувной, Ежи Васовским)
- 1960: Addio, pomidory! (с Ежи Васовским, исп.: Веслав Михниковский)
- 1961: Piosenka jest dobra na wszystko (с Ежи Васовским)[16]
- 1963: Na ryby (с Ежи Васовским)
- 1981: Ja dla pana czasu nie mam (с Ежи Васовским, исп.: Мария Катебска)[17]
- 1972: Deszcz (с Ежи Васовским, исп.: Мария Катебска)[18]
- 1981: Ja dla pana czasu nie mam (композ.: Аль Стилман, исп.: Ханна Банашак)[19][20]

## Память

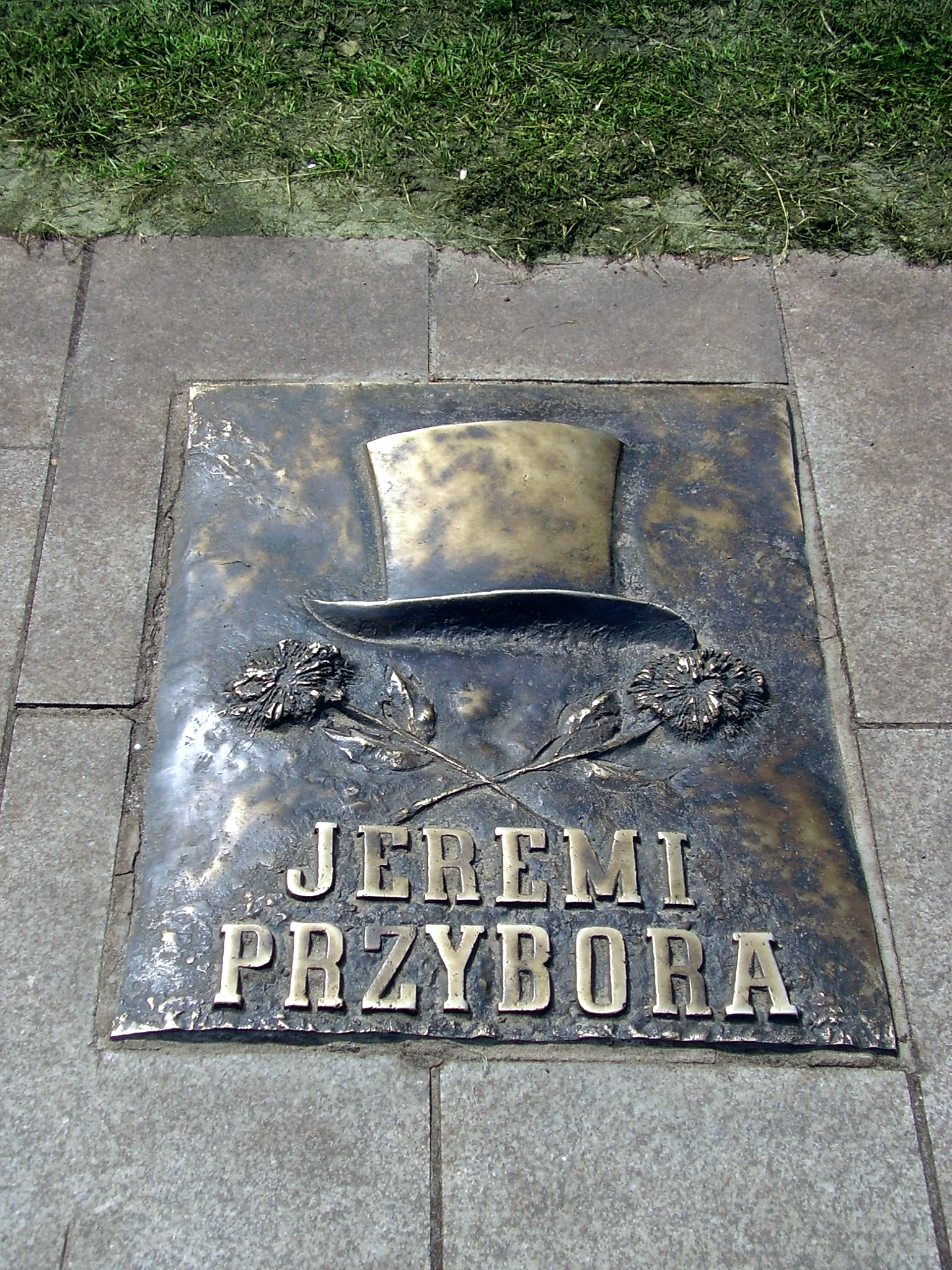
Памятник в Мендзыздроях.

На основе творчества Ереми Пшиборы и Ежи Васовского в 1989 году был создан спектакль «Зимняя печаль» (польск. «Zimy żal», реж. Магда Умер).
8 декабря 2011 года Национальный банк Польши осуществил введение в денежное обращение памятные монеты из сплавов Нордик Голд и серебра, посвященные Ежи Васовскому и Ереми Пшиборе.
На основе любовных песен Ереми Пшиборы и Агнешки Осецкой был поставлен спектакль «Письма на истощённой бумаге» (польск. «Listy na wyczerpanym papierze», реж. Лена Франкевич). Премьера состоялась 21 сентября 2013 года.

## Кроме того
В 1995 году Ереми Пшибора получил звание почётного старосты города Кутно. С 2005 года там проводится национальный конкурс песен Ереми Пшиборы.

## Награды
- 1963: Награда «Серебряная маска».
- 1964: Премия «Золотой Экран».
- 1973: Премия Министра культуры и искусства за творческий вклад в радио и телевидение Польши[5].
- 1973: Премия «Золотой Микрофон»[25].
- 1995: Премия «Бриллиантовый Микрофон», как выдающемуся радиоведущему[26].
- 1997: Командор со звездой «ордена Возрождения Польши».
- 2002: Статуэтка «Звезда польского телевидения»[26][7].